# Најлепша соба
„Најлепша соба” је југословенски ТВ филм из 1978. године. Режирао га је Слободан Шијан а сценарио је написао Звонимир Костић.

## Улоге
| Глумац              | Улога                |
| ------------------- | -------------------- |
| Каменко Митић       | Тадија Танкосић      |
| Станка Вучковић     | Митра Танкосић, жена |
| Горан Добросављевић | Голуб Танкосић, син  |
| Драгиша Анђелковић  |                      |
| Тихомир Јанаћковић  |                      |
| Љубиша Јанковић     |                      |
| Драгана Крстић      |                      |
| Снежана Крстић      |                      |
| Милосав Марић       |                      |

Остале улоге ▼
| Глумац              | Улога            |
| ------------------- | ---------------- |
| Милојко Марјановић  |                  |
| Станојло Милинковић | Човек на дресини |
| Радивоје Милосављев |                  |
| Драги Николић       |                  |
| Веселин Павловић    |                  |
| Станојло Савић      |                  |
| Живорад Станојловић |                  |
| Љиљана Вукадиновић  |                  |